# Tucherschloss

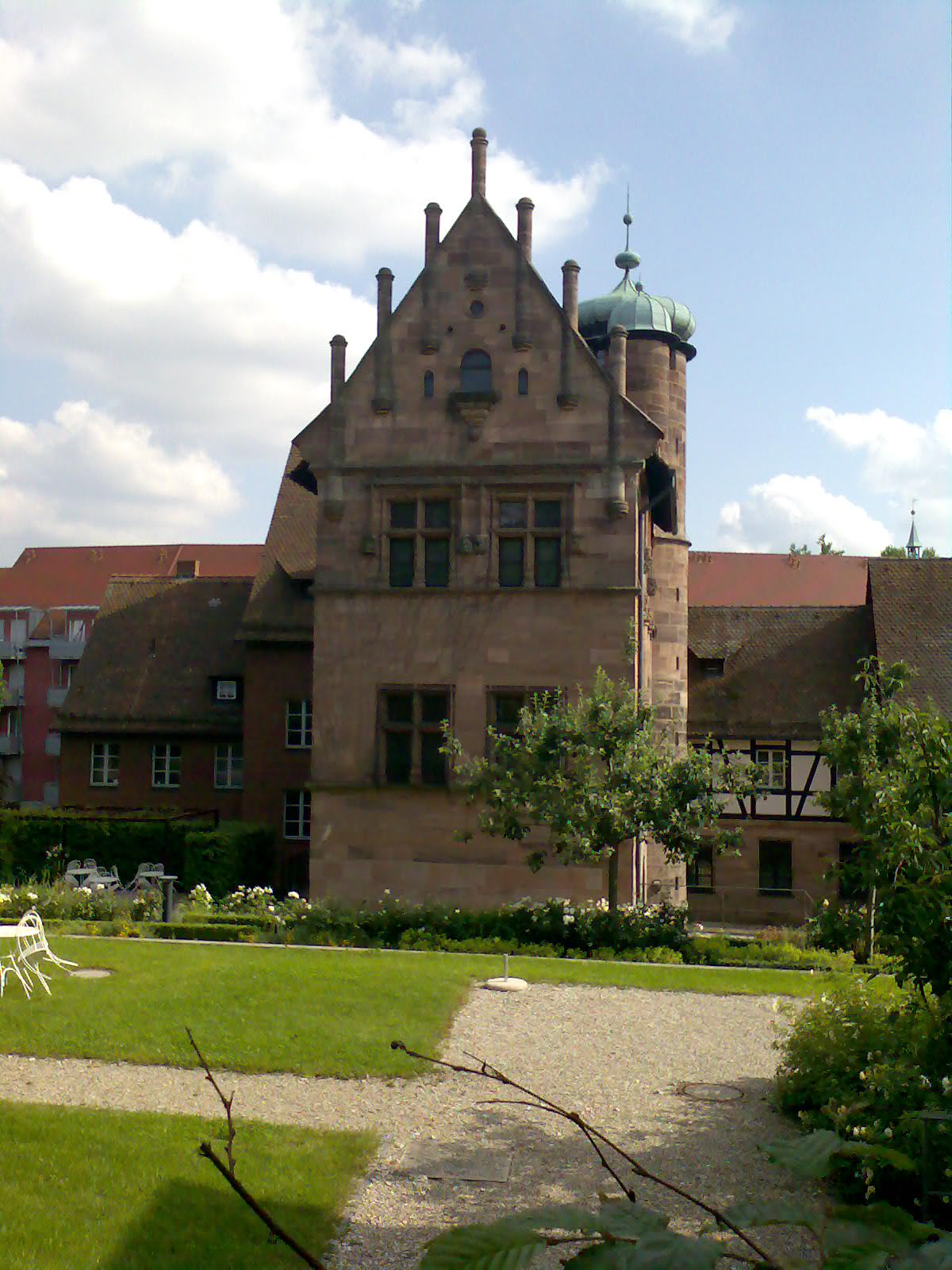
Façade nord du Tucherschloss

Le Tucherschloss est un musée situé dans la Hirschelgasse dans le quartier St Sebald de la vieille ville de Nuremberg. Le palais Tucher a été construit comme le palais de ville de la famille patricienne Tucher de Nuremberg.

## Histoire

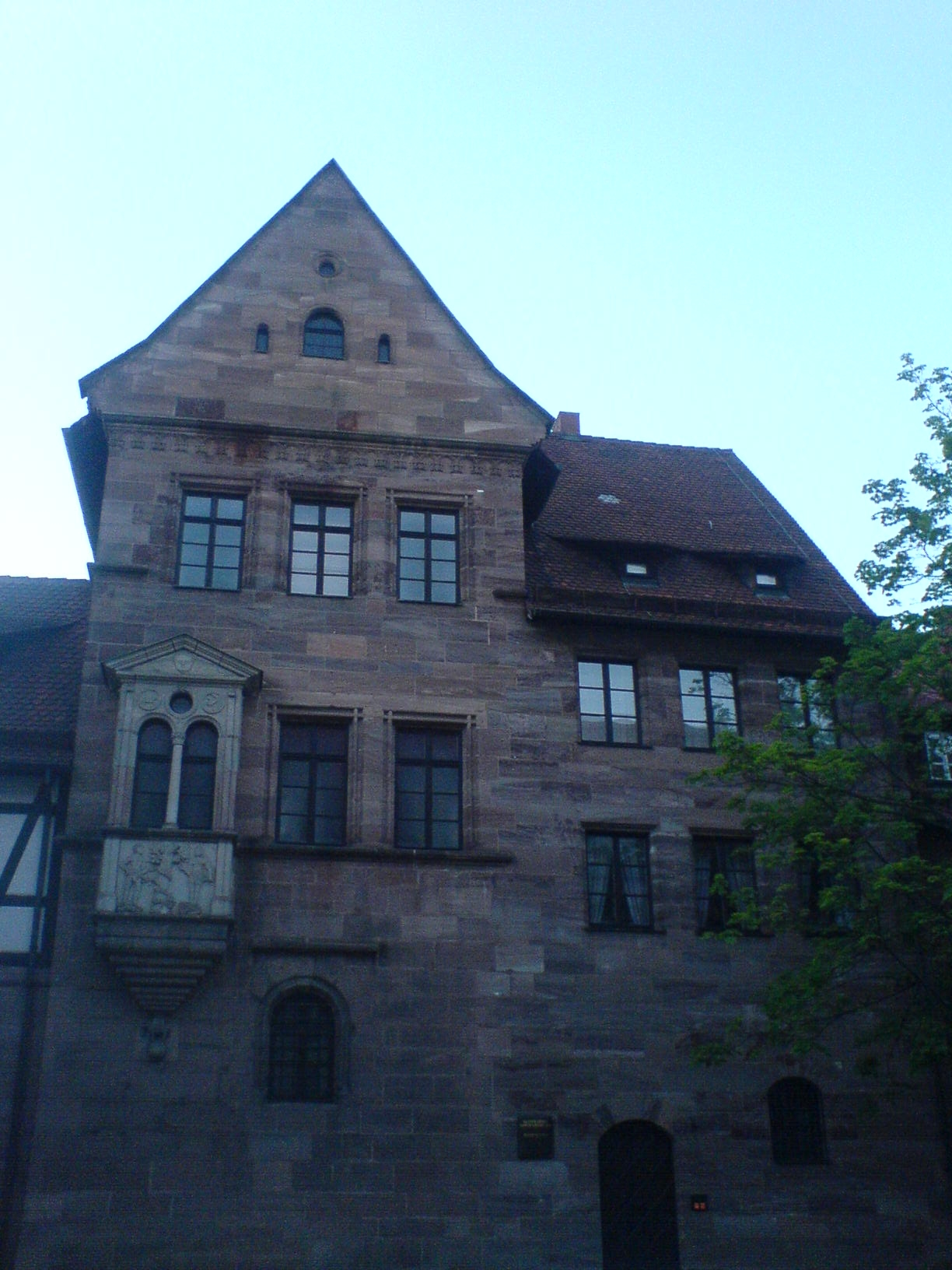
Façade sud avec petit choeur

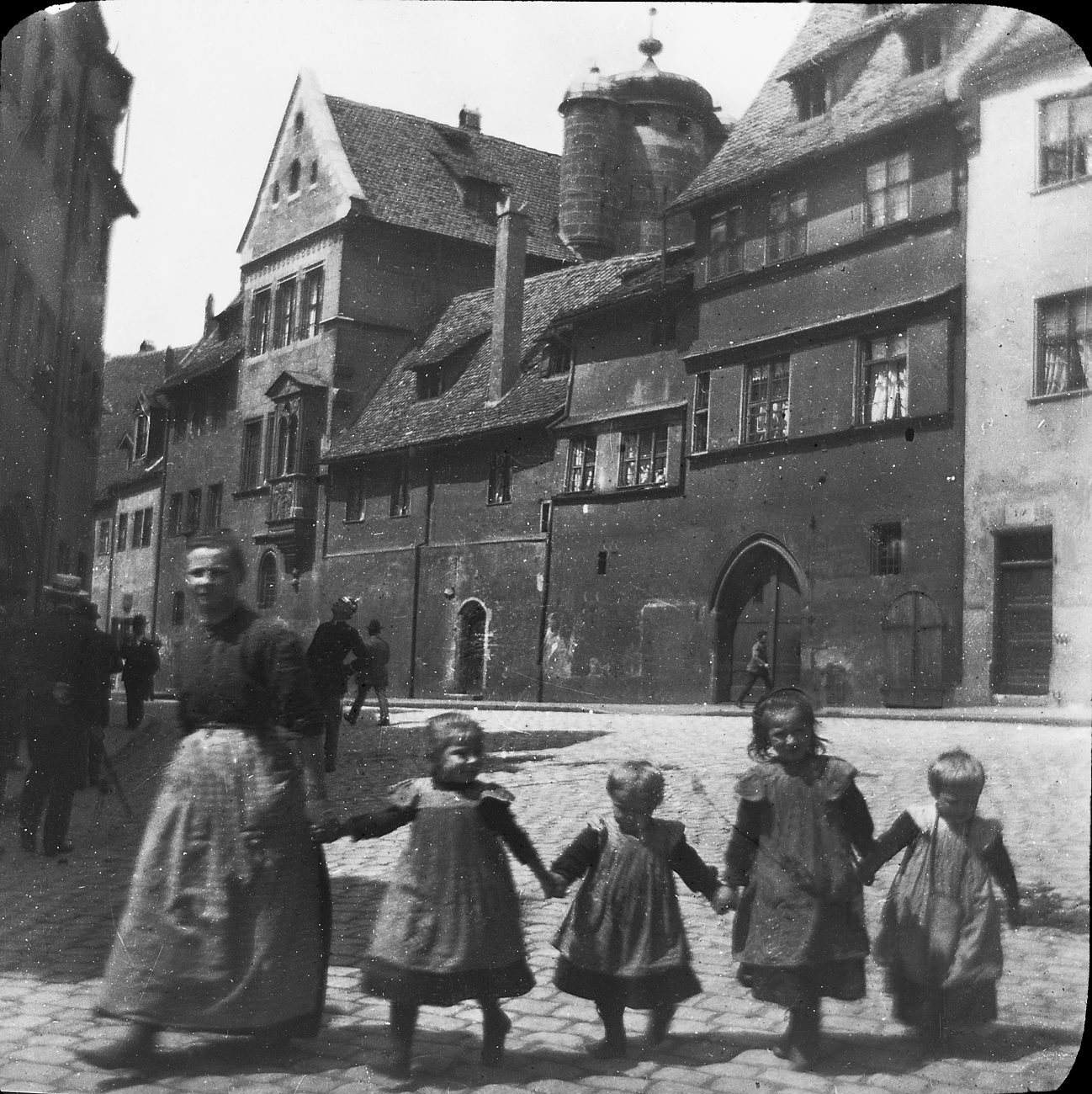
Tucherschloss en 1901

Le château a été construit sous Lorenz II Tucher entre 1533 et 1544. Le plan remonte probablement à Paulus Beheim, qui l'a conçu sur la base des châteaux de la Renaissance française. Le bâtiment est un bâtiment de trois étages en blocs de grès avec une façade fermée sur la ruelle. Au premier étage face à la ruelle se trouve un petit chœur avec un parapet en grès sur lequel est attaché un relief de la Chute de l'Homme. L'entrée du côté de la cour a deux arcs avec une colonne toscane au milieu. Au rez-de-chaussée se trouve une salle avec une voûte d'ogives de style gothique tardif.
Pendant la Seconde Guerre mondiale, le bâtiment a été gravement endommagé en 1945. Du corps de logis, seule la façade ouest sur cour jusqu'au deuxième étage avec une grande partie de la tour d'escalier, la façade sur rue avec le chœur en grès et les voûtes du rez-de-chaussée ont été bien conservées. En revanche, les dépendances ont été presque entièrement détruites. La reconstruction a eu lieu en 1967-69, tandis que les dépendances ont été reconstruites sous une forme légèrement différente.

## Musée Tucherschloss et salle Hirsvogel
Aujourd'hui, le Tucherschloss est un musée. Après la reconstruction par la famille, le bâtiment a été transféré à la ville de Nuremberg. Les collections appartiennent toujours à la fondation familiale ou à des branches individuelles de la famille. Le musée est géré à parts égales par l'État libre de Bavière et la ville de Nuremberg. Des expositions sur l'histoire de la famille Tucher sont présentées, notamment de nombreux portraits, meubles et meubles de l'âge d'or de Nuremberg vers 1500, ainsi que des intérieurs baroques, et une salle datant du XIXe siècle.
Outre des meubles et tapisseries de valeur de la Renaissance, le musée présente les célèbres plats de fonte Tuchersche, émaillés notamment à Limoges, et une double coupe en argent de Wenzel Jamnitzer, ainsi qu'un portrait de Hans VI Tucher, peint par le professeur d'Albrecht Dürer Michael Wolgemut.
Le siège administratif des musées de la ville de Nuremberg est logé dans les dépendances.

### Hirsvogelsaal
La salle Hirsvogel, détruite pendant la Seconde Guerre mondiale, a été reconstruite dans le jardin du Tucherschloss en l'an 2000. Avant la destruction de l’Hirsvogelsaal pendant la Seconde Guerre mondiale, le magnifique intérieur, composé de panneaux muraux sculptés et de la peinture au plafond La Chute de Phaéton, a été externalisée et a ainsi pu être sauvée. L'intérieur a été conçu par Peter Flötner avec des éléments de la Renaissance d'origine italienne, ce qui était inhabituel pour Nuremberg à l'époque. La grande peinture du plafond avec La Chute de Phaéton a été peinte sur 20 toiles par l'élève de Dürer, Georg Pencz.

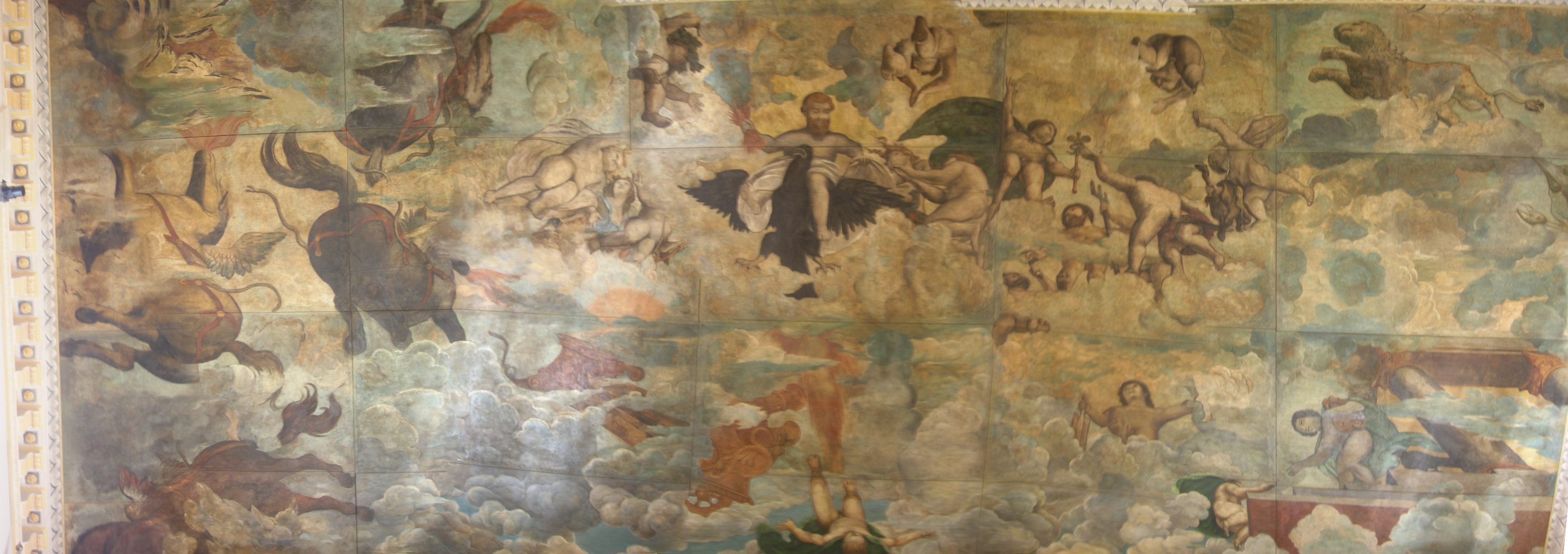
La Chute de Phaéton de Georg Pencz (plafond de la Hirsvogelsaal)

## Littérature
- Georg Dehio (arr. Tilmann Breuer, Friedrich Oswald, Friedrich Pfeil & Wilhelm Schwemmer) : Manuel des monuments d'art allemands Bavière I : Franconie. 2e édition complétée. Deutscher Kunstverlag, Munich et Berlin 1999,  (ISBN 3-422-03051-4).
- Günther P. Fehring, Anton Ress : La ville de Nuremberg. Bref inventaire. (= monuments d'art bavarois 10), 2. Édition éditée par Wilhelm Schwemmer, Deutscher Kunstverlag, Munich 1977 (inchangé. Réimpression 1982),  (ISBN 3-422-00550-1), p. 221 et 223.

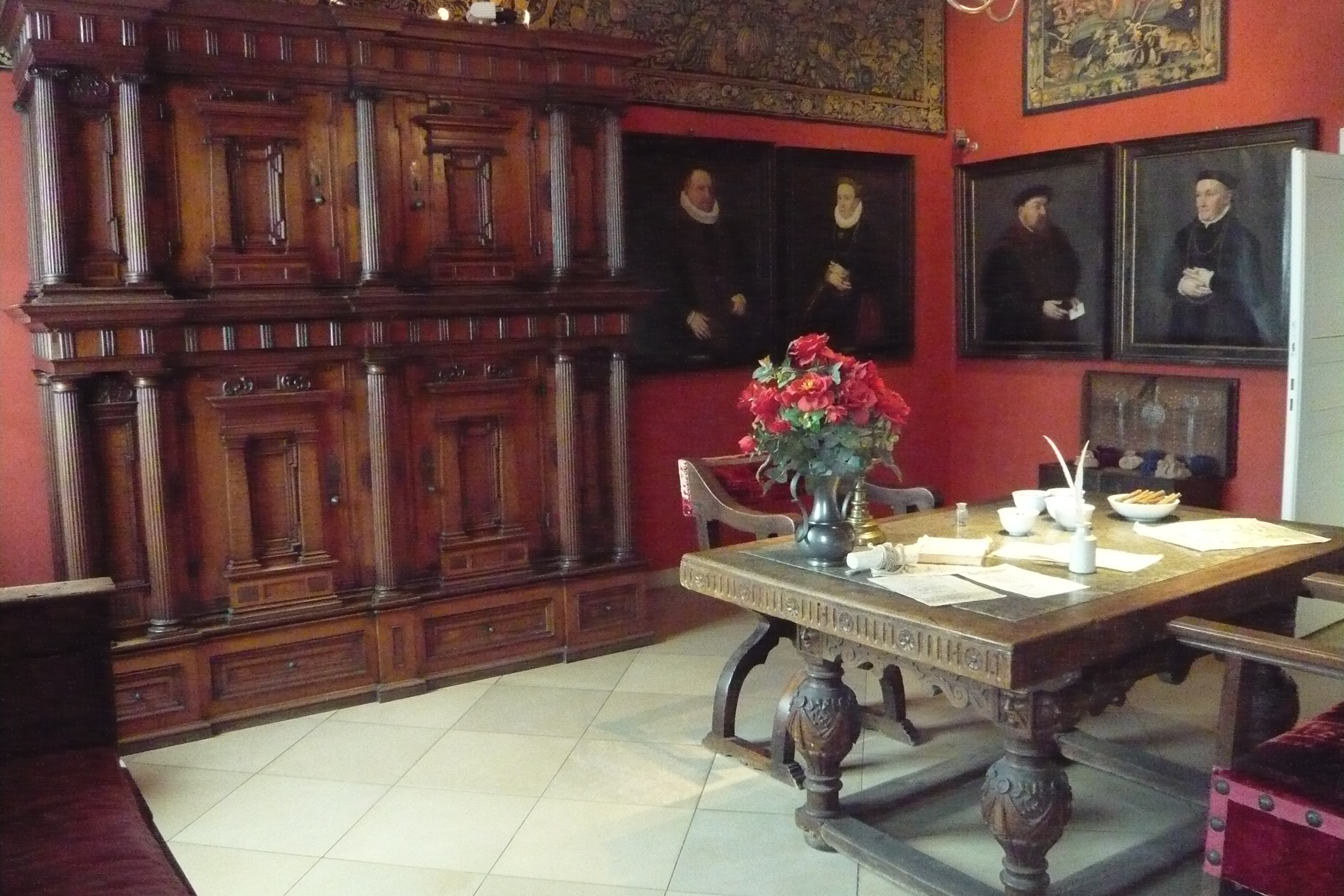
Salle du château
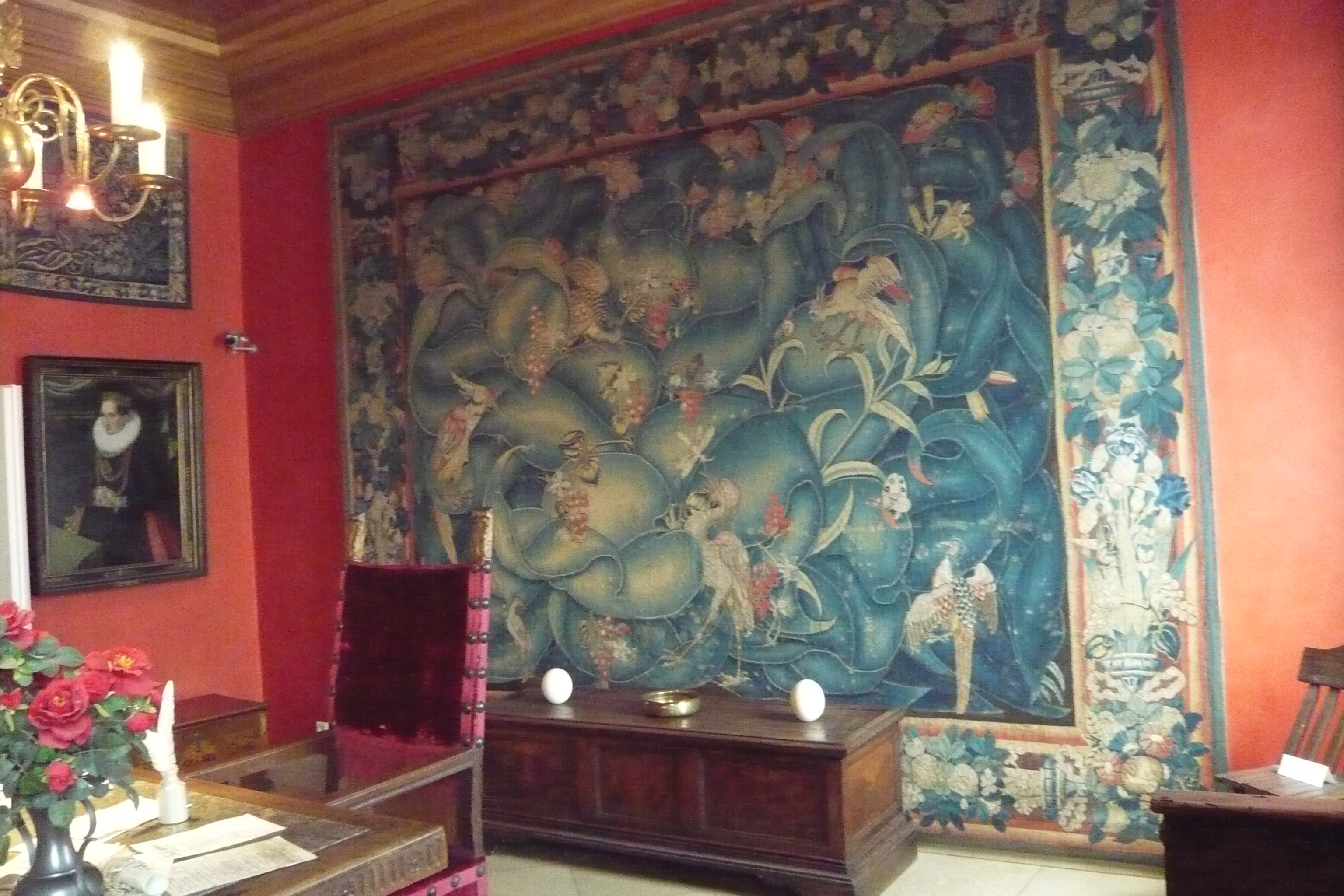
Collection
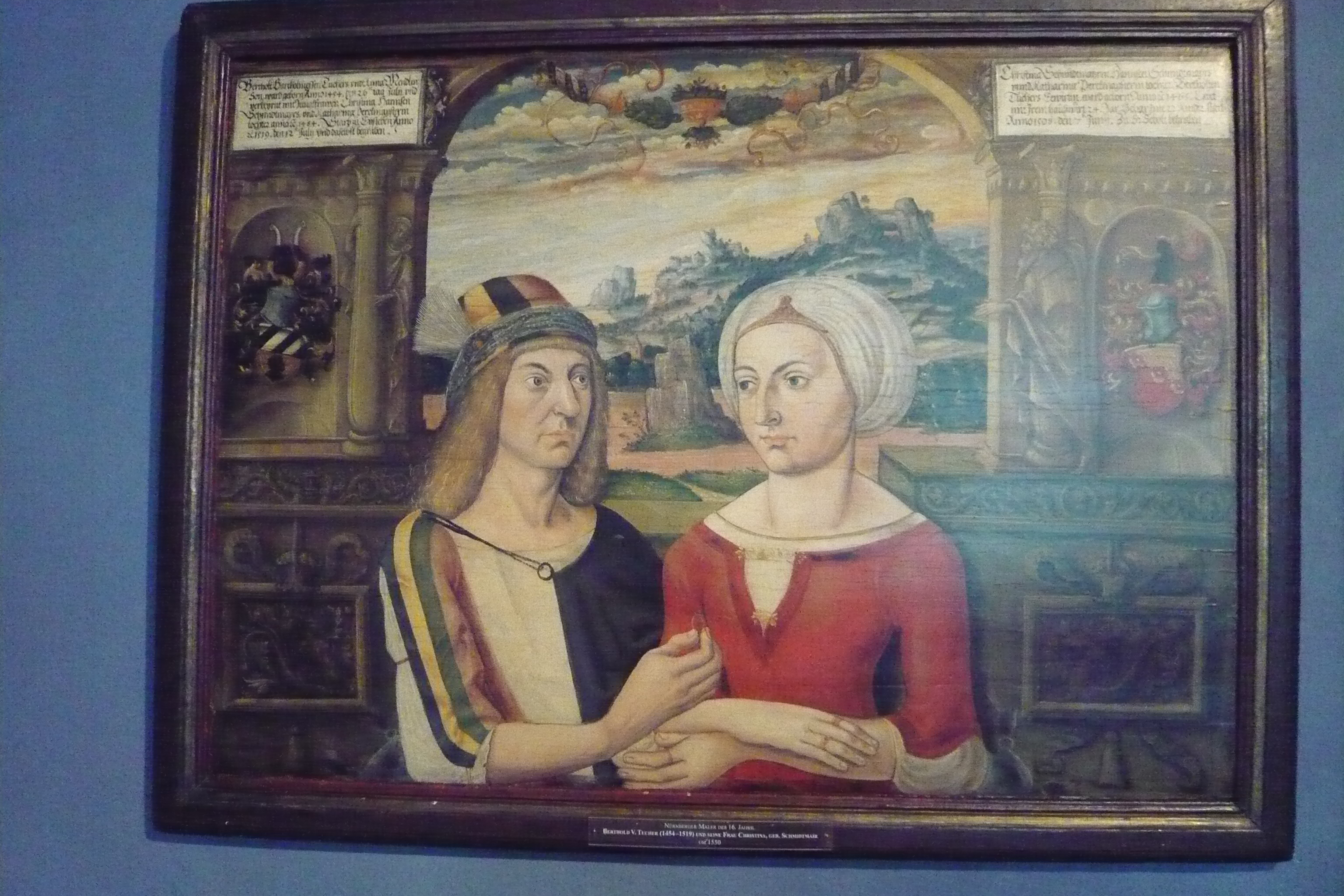
Berthold V. Tucher (1454–1519) et Christine Schmidtmair (vers1550)
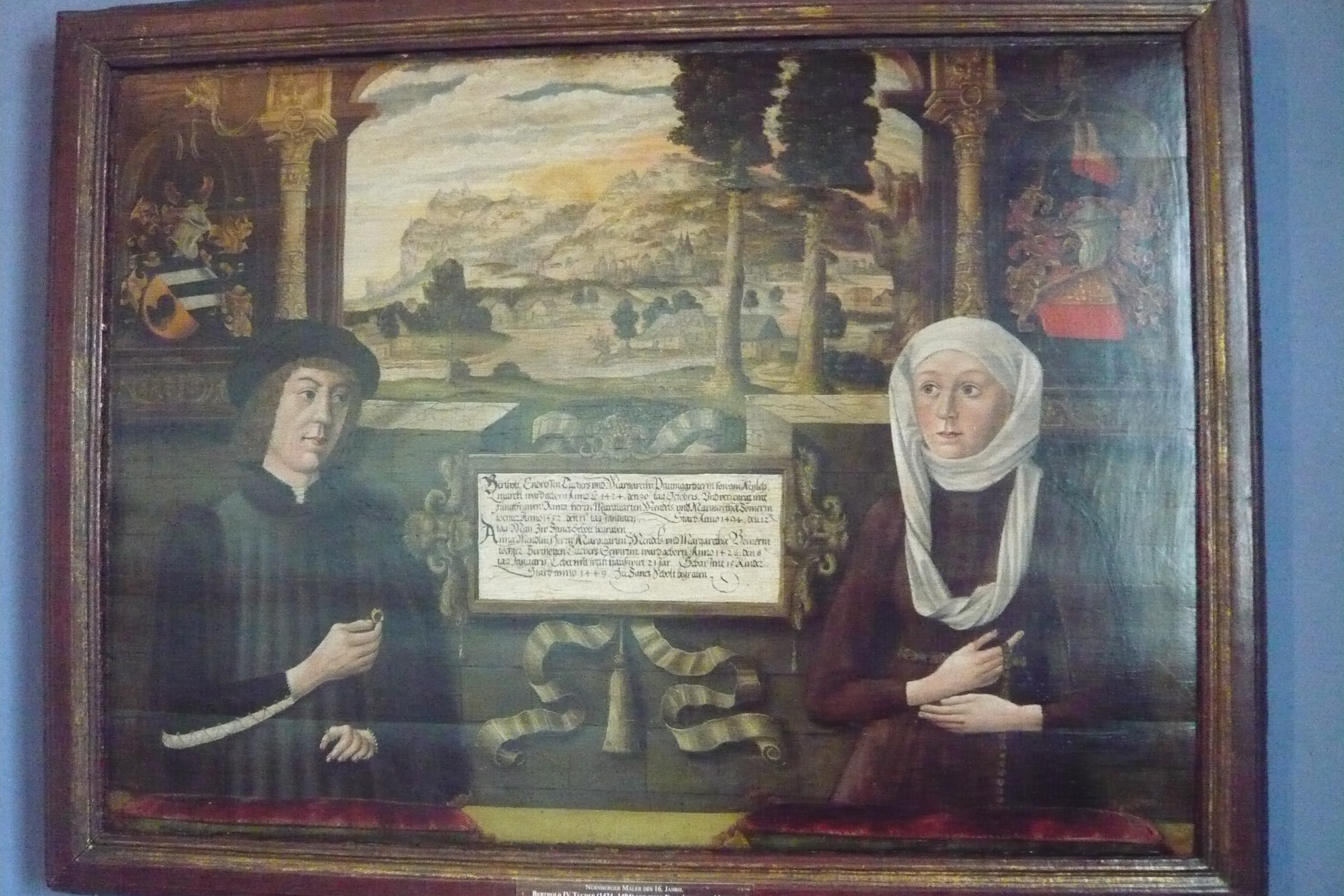
Berthold Tucher († 1494) et Anna Mendel
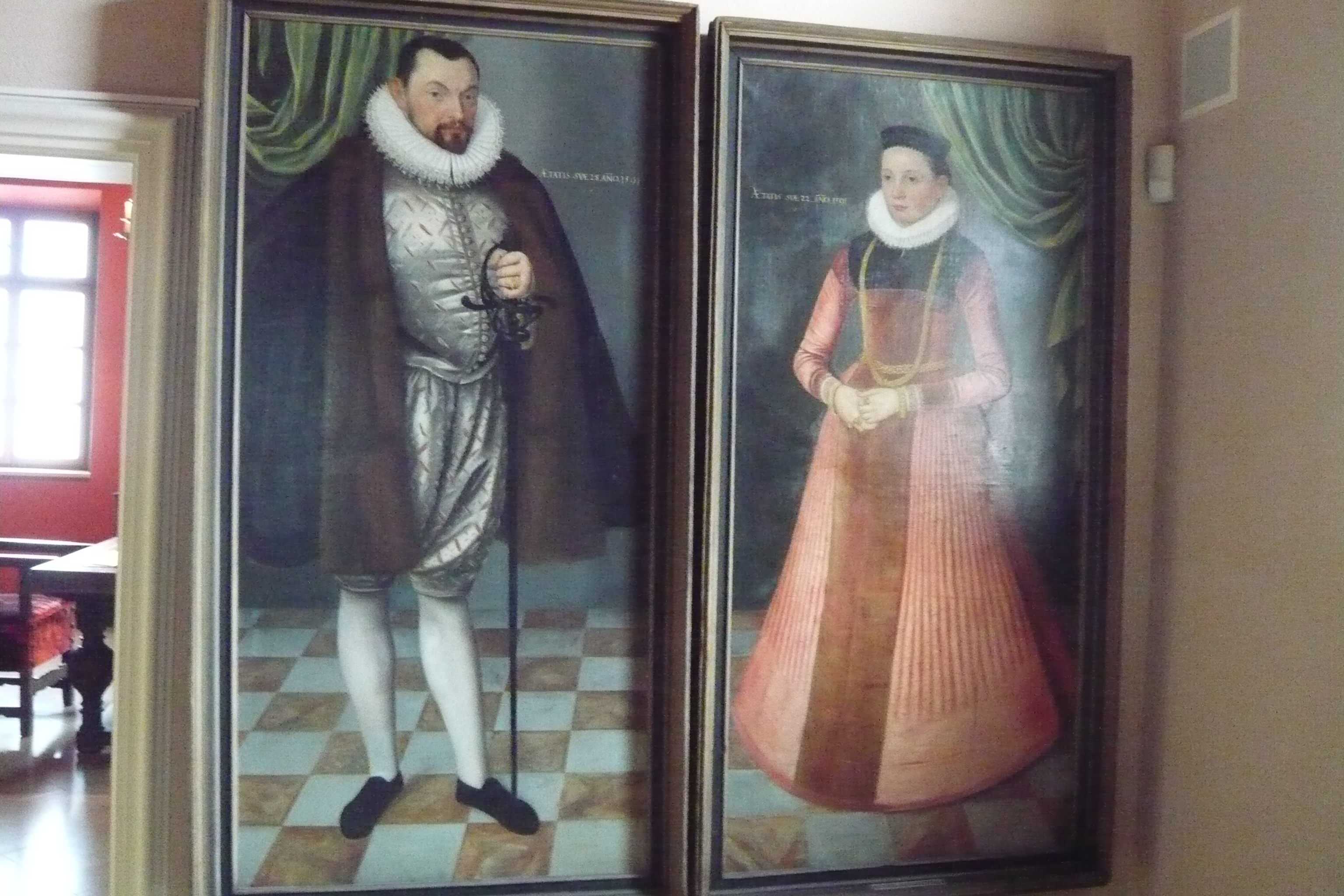
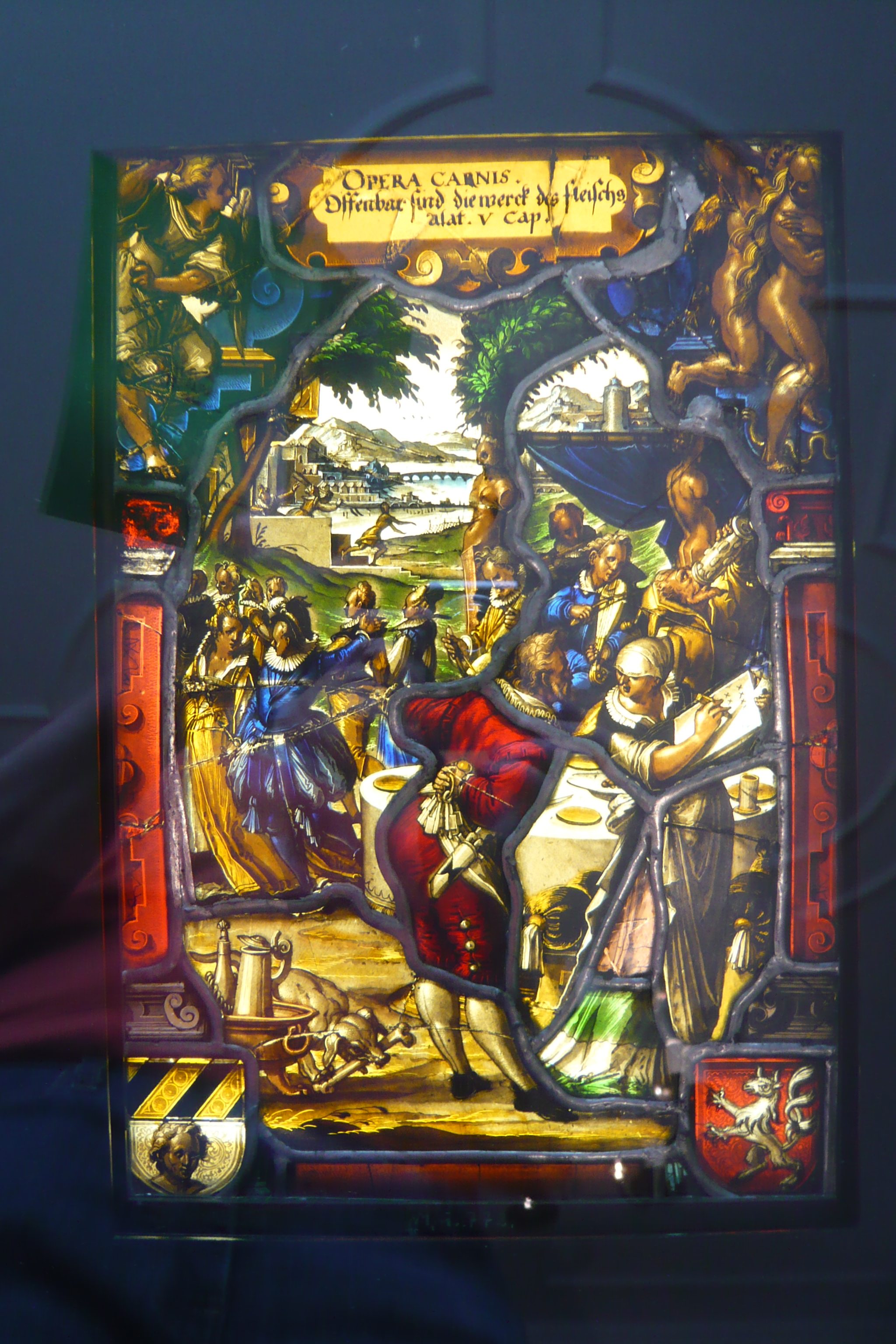
Vitrail de Christoph Murer (1610)
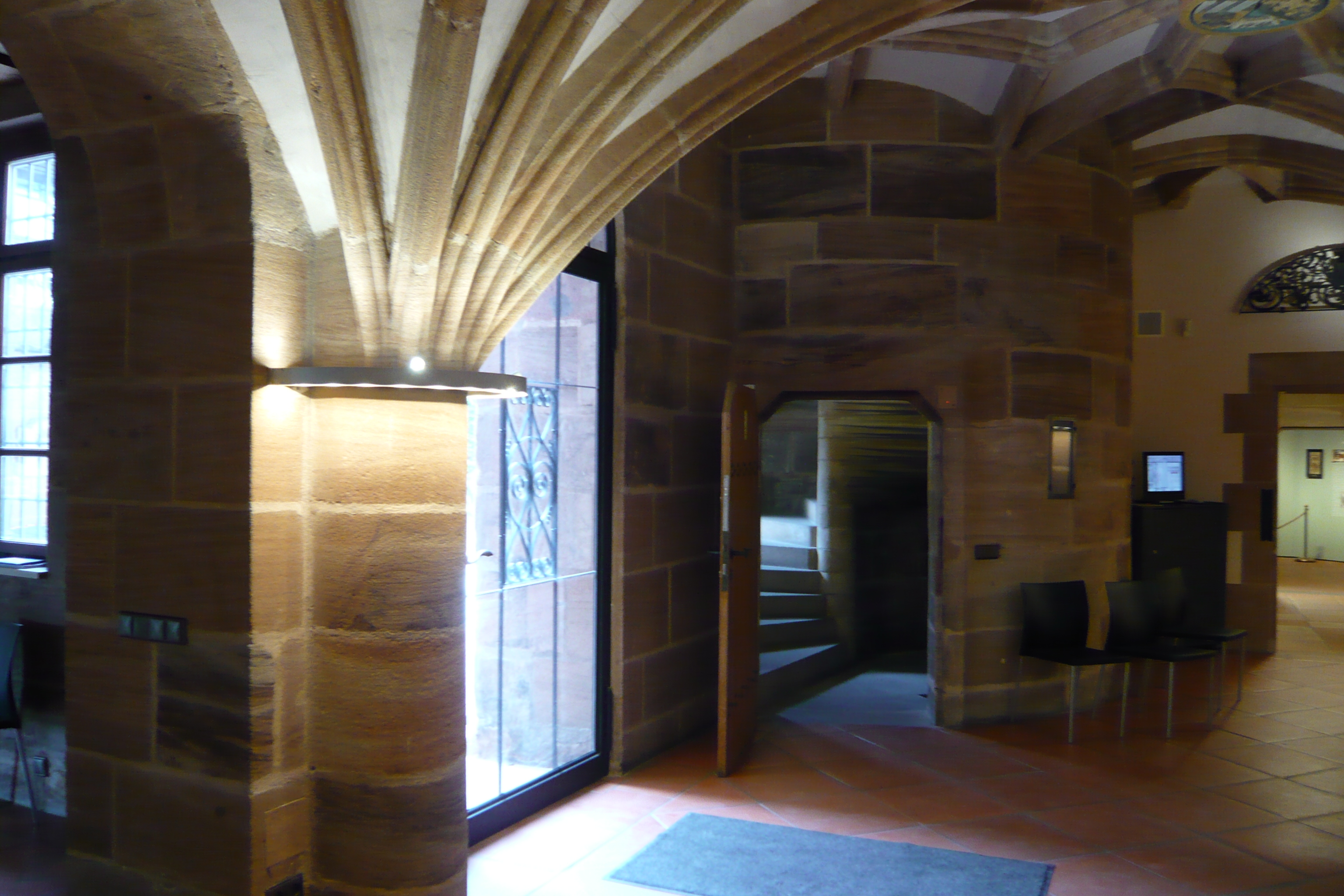
Salle voûtée

## Liens web
- Site Web Musée Tucherschloss et Hirsvogelsaal
- Tucherschloss